# Епархия Зенобии
Епархия Зенобии (лат. Dioecesis Zenobiensis) — упразднённая епархия Антиохийского патриархата, в настоящее время титулярная епархия Римско-Католической церкви.

## История
Античный город Зенобия находился в диоцезе Восток и идентифицируется сегодня с археологическими раскопками «Halabiye», находящимися на территории современной Сирии на правом берегу реки Евфрат в 45 километрах от города Дейр-эз-Зор.
С первые века христианства город Зенобия был центром епархии одноимённой епархии, которая входила в митрополию Сергиополя. Епархия Зенобии упоминается в сочинении «Notitia Episcopatuum».
С 1935 года епархия Зенобии является титулярной епархией Римско-Католической церкви.

## Титулярные епископы
- епископ Dominique Ho Ngoc Cân (11.03.1935 — 28.11.1948);
- епископ Patrick James Skinner, C.I.M.[1] (24.01.1950 — 23.01.1951) — назначен архиепископом Сент-Джонса;
- епископ Пьетро Луиджи Карретто S.D.B. (12.04.1951 — 18.12.1965) — назначен епископом Ратбури;
- епископ Andraos Abouna (6.12.2002 — сентябрь 2004) — назначен титулярным епископом Хирты;
  - вакансия.

## Источник
- Annuario Pontificio, Libreria Editrice Vaticana, Città del Vaticano, 2003, стр. 937, ISBN 88-209-7422-3
- Echos d’Orient X, 1907, стр. 96, 145